# حومان جریر
حومان جریر (انگلیسی: Houmane Jarir؛ زادهٔ ۳۰ نوامبر ۱۹۴۴) بازیکن سابق فوتبال اهل مراکش است.
وی عضو تیم ملی فوتبال مراکش در جام جهانی فوتبال ۱۹۷۰ بوده است.